# Runa å
Ruonanjoki är ett vattendrag i Finland.   Det ligger i landskapet Egentliga Finland, i den södra delen av landet, 120 km väster om huvudstaden Helsingfors.